# Caburé-de-tamaulipas
Caburé-de-tamaulipas (nome científico: Glaucidium sanchezi) é uma espécie de ave da família dos estrigídeos (Strigidae). Endêmica do México.

## Etimologia
O nome popular caburé deriva do tupi kawu're. Originalmente era um termo (também presente na variante cauré) que indicava corujas e falcões. Sua primeira ocorrência registrada é do ano de 1587. Em 1631, houve novo uso com o sentido de "ave dos bubonídeos". De acordo com o Dicionário Histórico das Palavras Portuguesas de Origem Tupi (DHPT), o vocábulo tupi "parece proceder de cabu-ré, que quer dizer propenso às vespas escuras, ou que se alimenta dela". Teodoro Sampaio em O Tupi na Geografia Nacional (TupGN) argumenta que derivou do tupi caá-por-é (da raiz ka'a-, "mato"), que significa "dado a morar no mato". A partir desta acepção, comenta, surgiram sentidos totalmente distintos de caburé como "habitante da roça", "mestiço" ou "árvore".